# Odeum van Amman

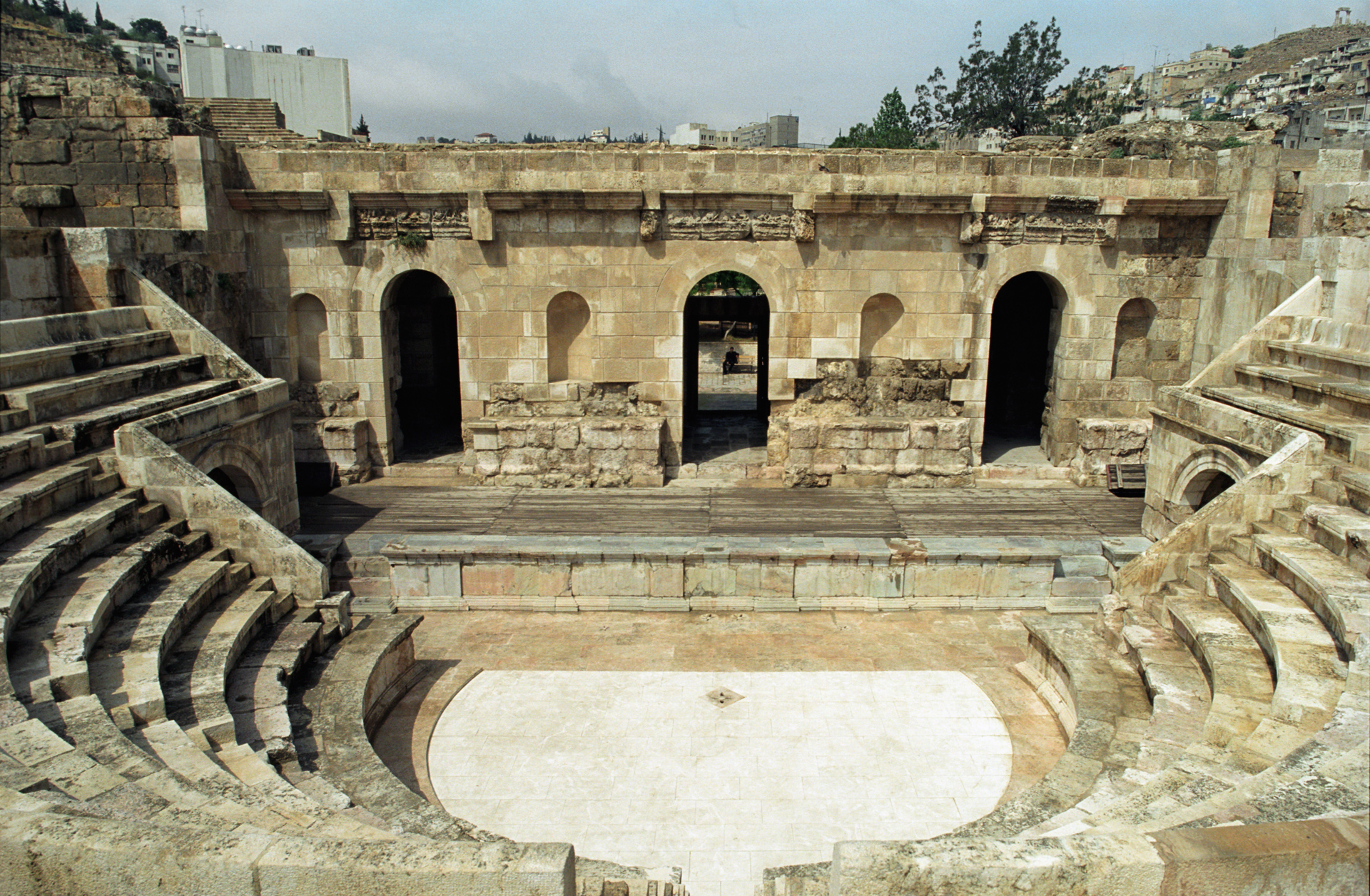
Het odeum van Amman

Het Odeum van Amman is een antiek odeum in de Jordaanse hoofdstad Amman.
Het odeum werd in de 2e eeuw n.Chr. gebouwd tijdens de regering van keizer Antoninus Pius. Naast het odeum werd gelijktijdig een Romeinse theater gebouwd. Het kleinere odeum werd meer gebruikt voor zang- en muziekvoorstellingen. Om toeschouwers te beschermen tegen de hete zon kon er een groot zeil of houten kap over de tribunes geplaatst worden.
Het gebouw is deels gerestaureerd en biedt nu plaats aan 500 toeschouwers. Er worden regelmatig muziekvoorstellingen gehouden.